# Ковалевич Сергій Миколайович
| Спортсмен | Це незавершена стаття про спортсмена чи спортсменку. Ви можете допомогти проєкту, виправивши або дописавши її. |

Ковалевич Сергій Миколайович (англ. Kovalevych Serhii; нар. 24 грудня 1964, Сарни, Україна) — один з найвідоміших футбольних дитячих тренерів у Черкаській області та Україні вцілому, який починав свій спортивний шлях як гравець, а згодом став дитячим тренером.

## Освіта
Середня освіта: 1972-1982  роки школа в м. Сарни. З раннього віку Сергій захоплювався спортом, особливо футболом, що і визначило його майбутній професійний шлях. 
Після школи Сергій Миколайович пішов навчатись в спортивний технікум міста Гродна (Білорусь), де не провчившись і року вже навесні 1983-го пішов служити в армію.
Повернувшись після служби продовжив навчання та успішно його закінчив в 1987-му році. Під час навчання в технікумі, Серій Миколайович вивчав багато індивідуальних та командних видів спорту, а також методику їх викладання, зокрема футбол, баскетбол, гандбол, плавання, настільний теніс та багато інших. 
Вищу освіту Сергій Миколайович здобув заочно в Луцькому державному педагогічному інституті в 1992-му році на факультеті фізичної культури, спорту та здоров’я. 

## Тренерська діяльність
Сергій Миколайович почав працювати дитячим футбольним тренером з 1993-го року після переїзду до м. Черкаси, одночасно працюючи вчителем фізкультури в школі №33.
За свою кар'єру Сергій Ковалевич здобув репутацію тренера, здатного розпізнавати потенціал молодих футболістів та допомагати їм досягти високих результатів. Серед його вихованців — Довбик, Бойко, Тищенко, Драченко та багато інших досягли значного успіху у футболі та в житті. Завдяки професійній відданості Сергія Ковалевича, його вихованці досягають високих результатів на національному та міжнародному рівнях. 
Однією з головних рис його методики є індивідуальний підхід до кожного гравця, що дозволяє розкрити потенціал юних спортсменів, а також неймовірне гостре почуття гумору. Він активно працює з молодими талантами, забезпечуючи не тільки фізичну підготовку, а й ментальний розвиток, що є важливим у спортивній кар'єрі. У своїх інтерв'ю Сергій Ковалевич наголошує, що успіх у футболі — це результат не тільки таланту, але й важкої праці та дисципліни, яку він прищеплює своїм вихованцям з раннього віку. Вимогливість до себе та дітей, справедливість та участь у великій кількості місцевих, національних та міжнародних турнірах – важливі елементи методики виховання і тренування, які визначають Сергія Ковалевича як наставника для підростаючого покоління. 
Він також активно співпрацює з батьками дітей, щоб забезпечити гармонійний розвиток молодих гравців як у спорті, так і в житті. Підтримка своїх учнів протягом усієї їхньої кар'єри та після неї відмічається у численних коментарях до ЗМІ.
Одним із головних досягнень Ковалевича є його активна роль у розвитку дитячо-юнацького футболу на регіональному рівні. Він займається організацією регіональних турнірів, що стимулює інтерес до спорту серед місцевої молоді. Його вихованці стають не тільки футболістами, а й дитячими тренерами (Женя Борисюк, Віктор Пархоменко), переймаючи позитивний досвід.  Він є різносторонньою людиною, в першу чергу хорошим педагогом, психологом, наставником, другом та колегою, фокусуючись не тільки на пошуку талановитих дітей та розкритті їхнього потенціалу, а також на вихованні та формуванні майбутніх футболістів як особистостей. 
Завдяки своєму багаторічному досвіду та досягненням Сергій Ковалевич залишається однією з ключових постатей у розвитку дитячо-юнацького футболу в Україні.